# مارينا تامايو
مارينا تامايو (بالإسبانية: Marina Tamayo)‏ هي ممثلة مكسيكية، ولدت في 1960 بمونتيري في المكسيك، وتوفيت في 2005.

## وصلات خارجية
- مارينا تامايو على موقع IMDb (الإنجليزية)
- مارينا تامايو على موقع أول موفي (الإنجليزية)
- مارينا تامايو على موقع قاعدة بيانات الفيلم (الإنجليزية)